# Guvåg
Guvåg est une localité du comté de Nordland, en Norvège.

## Description
Administrativement, Guvåg fait partie de la kommune de Bø.
Le village est situé sur la rive d'Eidsfjord entre l'embouchure de Jørnfjorden à l'est et Hellfjorden à l'ouest. De nombreux récifs se trouvent dans la mer près de Guvåg. Le Ørntuva Hill (247 mètres) s'élève immédiatement au nord de Guvåg, avec le plateau de Breitinden (598 mètres) s'élevant au-delà. 
La route de comté norvégienne 913, qui se termine à Guvåg, s'étend au nord du village, le reliant à d'autres villages de l'île de Langøya.